# Abner Teixeira
Abner Teixeira da Silva Júnior (* 10. September 1996 in Osasco) ist ein brasilianischer Boxer im Schwergewicht.

## Boxkarriere
Abner Teixeira gewann eine Bronzemedaille im Schwergewicht bei den Panamerikanischen Spielen 2019 in Lima. Er war damit für die Weltmeisterschaften 2019 in Jekaterinburg qualifiziert, wo er in der zweiten Vorrunde gegen Sanjar Tursunov ausschied.
Aufgrund seiner kontinentalen Ranglistenplatzierung qualifizierte er sich zur Teilnahme an den 2021 in Tokio ausgetragenen Olympischen Spielen 2020. Dort besiegte er Cheavan Clarke und Hussein Iashaish, wodurch er in das Halbfinale einzog und dort nach einer Niederlage gegen Julio César La Cruz eine Bronzemedaille gewann.
Bei den Weltmeisterschaften 2021 in Belgrad schied er gegen Sadam Magomedow aus.
2022 gewann er die Panamerikameisterschaften in Guayaquil und startete bei der Weltmeisterschaft 2023 in Taschkent, wo er beim Kampf um den Einzug in das Viertelfinale gegen Nikoloz Begadze unterlag.
Bei den Olympischen Sommerspielen 2024 in Paris unterlag er im Superschwergewicht mit 2:3 gegen Gerlon Congo.